# Grinsdale
Grinsdale – wieś w Anglii, w Kumbrii. W miejscowości znajduje się kościół. W 1931 wieś liczyła 161 mieszkańców.